# Il richiamo della terra (film 1929)
Il richiamo della terra (The Far Call) è un film del 1929 diretto da Allan Dwan.

## Distribuzione
La pellicola è stata distribuita nelle sale cinematografiche statunitensi a partire dal 28 aprile 1929.